# سیارک ۲۰۶۷۳
سیارک ۲۰۶۷۳ (به انگلیسی: 20673 Janelle، نامگذاری:1999VW) بیست هزار و ششصد و هفتاد و سومین سیارک کشف شده‌است که در ۳ نوامبر ۱۹۹۹ کشف شد.
قدر مطلق سیارک برابر ۱۳٫۷۰ است.